# Seelbach, Baden-Württemberg
Seelbach är en kommun och ort i Ortenaukreis i regionen Südlicher Oberrhein i Regierungsbezirk Freiburg i förbundslandet Baden-Württemberg i Tyskland.
Kommunen ingår i kommunalförbundet Seelbach tillsammans med kommunen Schuttertal. d.